# Pyłypcza (obwód kijowski)
Pyłypcza (ukr. Пилипча) – wieś na Ukrainie, w obwodzie kijowskim, w rejonie białocerkiewskim, w hromadzie Biała Cerkiew. W 2001 liczyła 446 mieszkańców, spośród których 438 wskazało jako ojczysty język ukraiński, 8 rosyjski, 1 mołdawski, 1 białoruski, 5 ormiański, a 1 inny.